# Zrození (album)
Zrození je první studiové album skupiny Absolut Deafers. Bylo vydáno v roce 2013 a obsahuje 9 skladeb. Producentem tohoto alba je Aleš Bajger známý z Brněnské kapely Progres 2. Na tomto albu se také podílel kytarista kapely Citron Jaroslav Bartoň ( 2.Už jdou ) a operní pěvkyně Silvie " Bee " ( 1. My war,  5. Silence )

## Seznam skladeb
1. My war 03:21
2. Už jdou 02:47
3. Zkurvený den 03:35
4. Zrození 03:23
5. Silence 03:31
6. Poslední 04:52
7. Posel smrti 02:51
8. Fuck off! 03:00
9. Q  02:31